# 椿木小天狗流棒術
椿木小天狗流棒術 （つばきこてんぐりゅうぼうじゅつ）とは、富山藩に伝わった棒術流派。
慶長7年（1602年）ごろ、姓名不詳の椿木小天狗と称する人物（身軽であったことから、小天狗と呼ばれたと思われる）が富山藩に伝えたとされる。
元来は他の武器術もあったとされるが、棒術のみが現存する。
棒の長さは3種（四尺五寸、六尺、七尺五寸）、対太刀の形である。しかし太刀を棒で受けることをしない。棒と一体化した体捌きで、太刀を持った相手を制御する。
2005年現在、黒田鉄山が伝えている。

## 型

### 表
- 一本目「戻刎」（もどりばね）
- 二本目「背」（せい）
- 三本目「小手附」（こてつけ）
- 小手詰
- 主人
- 笠掛
- 腰掛

### 裏
- 巡礼
- 横棒
- 水引
- 一手延
- 鎬詰
- 柄砕
- 嫐
- 膝車

### 奥
- 小山入山
- 延
- 大為見
- 小見セ
- 巌石
- 山下風
- 惣崩

### 極意
- 追懸打
- 究道
- 闇夜棒
- 小乱崩
- 四方詰
- 鹿之三連